# Lukusta

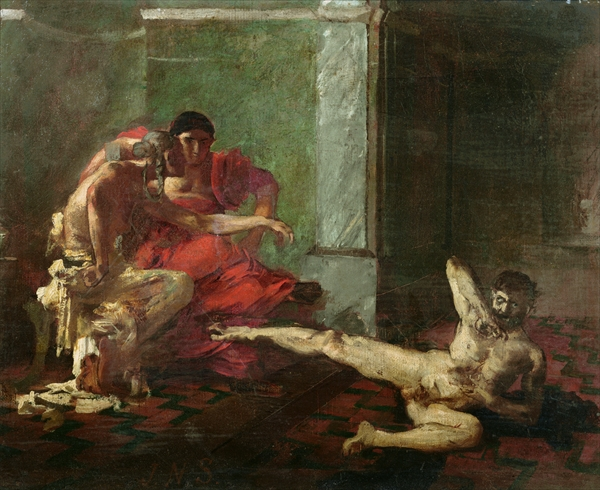
Lokusta próbująca na niewolniku trucizny przeznaczonej dla Brytanika (mal. Joseph-Noël Sylvestre)

Lukusta, Lokusta (zm. 69) – rzymska zawodowa trucicielka; postać opisana w Rocznikach Tacyta.

## Życiorys
Pochodziła z Galii. Mieszkała w Rzymie niedaleko wzgórza Awentyn, gdzie cieszyła się poprawną opinią wśród sąsiadów. Dwa dni w tygodniu przyjmowała u siebie kochanka - wysokiej rangi urzędnika odpowiedzialnego w Rzymie za rejestr zgonów. Została wdową po tym, gdy otruła znęcającego się nad nią brutalnie męża alkoholika. W swym trucicielskim procederze czerpała ogromne zyski od najzamożniejszych osób, jednocześnie rozdając za darmo swoje preparaty klientom nie posiadającym żadnych pieniędzy. Również i mikstury przygotowywała w różnorodnych wersjach, od szybko do bardzo wolno działających, jedne zdolne do zatrucia organizmu na bardzo długi, więcej niż kilkuletni okres, inne zaś wywoływały uczucie wielkiego bólu. Wyrabiała specyfiki duszące ofiarę i deformujące jej twarz, przyprawiające o ślepotę albo powodujące patologiczne działanie w umyśle ofiary, która zaczynała pod wpływem substancji poruszać się na czworakach i szczekać.
Z jej usług korzystały m.in. kobiety w celu likwidowania swoich rywalek w miłosnych utarczkach, z czasem jednak zyskała znaczącą sławę i wpływy polityczne, gdy rozpoczęła współpracę z rzymskimi kręgami dworskimi. Messalina (pierwsza żona cesarza Klaudiusza) zaopatrzyła się u niej w truciznę przeznaczoną dla naprzykrzającego się jej byłego kochanka, następnie wynajęta przez Agrypinę Młodszą otruła samego Klaudiusza. Szczyt swej przestępczej kariery Lokusta osiągnęła wykonując zlecenia jego następcy - cesarza Nerona. Wówczas na jego zlecenie podała truciznę Brytanikowi. Pierwsza próba tego morderstwa nie powiodła się, za co Neron własnoręcznie wymierzył jej karę chłosty, lecz po podaniu kolejnej mikstury Brytanik zginął, a Lukusta powróciła do łask cesarza. Neron nagrodził ją posiadłością ziemską i zezwolił na prowadzenie swoistej szkółki trucicielskiej, czyli na przekazywanie wiedzy o swoim "fachu" chętnym uczniom. Usiłowała również przy użyciu trucizny zamordować samego Nerona.
W 68 roku Neron obalony przez wojskowy zamach stanu kierowany przez Galbę, uciekając popełnił samobójstwo. Kiedy Galba jako jego następca przystąpił do rozprawy z otoczeniem usuniętego cesarza, ofiarą tej czystki padła też Lukusta, którą stracono.